# Mount Grendal
Mount Grendal ist ein rund 2000 m hoher Berg im ostantarktischen Viktorialand. In der Asgard Range des Transantarktischen Gebirges ragt er zwischen den Kopfenden des Valhalla- und des Conrow-Gletschers auf.
Der United States Geological Survey kartierte ihn anhand 1962 selbst durchgeführter Vermessungen und Luftaufnahmen der United States Navy aus den Jahren von 1947 bis 1959. Das New Zealand Antarctic Place-Names Committee benannte ihn 1983 in Anlehnung an die Benennung des Mount Beowulf nach Grendal, dem Monster aus dem epischen Heldengedicht Beowulf.